# Ridny Cairo
Ridney Cairo (Paramaribo, Surinam, 9 de febrero de 1990), futbolista neerlandés, de origen surinamés. Juega de defensa y su actualmente está sin club. 

## Selección nacional
Ha sido internacional con la Selección de fútbol de los Países Bajos Sub-20.

## Clubes
| Club         | País    | Año       |
| ------------ | ------- | --------- |
| FC Dordrecht | Holanda | 2010-2011 |